# クリーク (グラフ理論)

K_{5} 完全グラフ。部分グラフがこのようになっている場合、その部分グラフの頂点群は大きさ5のクリークを形成している。

6個の頂点と7本の辺から成るグラフ。このグラフでは大きさ3の唯一のクリークが 1, 2, 5 である。

グラフ理論において、無向グラフ {\displaystyle G=(V,E)} のクリーク（英: clique）とは、頂点の部分集合 {\displaystyle C\subseteq V} のうち、{\displaystyle C} に属するあらゆる2つの頂点を繋ぐ辺が存在するものをいう。これはすなわち、{\displaystyle C} から誘導される部分グラフが完全だということである。なお、頂点の集合ではなく、そのような部分グラフをクリークと呼ぶこともある。（また包含関係に関して極大な完全部分グラフのみをクリークと呼ぶこともあるので注意がいる。）クリークに属する頂点数をそのクリークの大きさと言う。
与えられたグラフに指定された大きさのクリークがあるかどうかを求める問題（クリーク問題、その特殊版が最大クリーク問題）はNP完全である。
クリークの逆の概念を独立集合と呼び、クリークは必ず補グラフの独立集合と対応する。
この用語は、頂点を人、辺を「知っている」という意味としたとき、全ての人が互いに知っていることになるため "clique"（徒党、派閥）と名付けられた。
グラフ {\displaystyle G} の最大クリークは理論上重要であり、{\displaystyle \omega (G)} で表される。

## n-クリーク
グラフ {\displaystyle G} の部分グラフ {\displaystyle C} について、{\displaystyle C} に属する頂点のすべての対の道の長さが {\displaystyle n} 以下である場合、{\displaystyle C} を {\displaystyle n}-クリークという。ふつうのクリークは{\textstyle 1}-クリークである。